# Dat kan je niet kopen
Dat kan je niet kopen is een lied van de Nederlandse zangers Donnie en René Froger. Het werd in 2023 als single uitgebracht en stond in hetzelfde jaar als zevende track op het album De kibbelingsound van Donnie.

## Achtergrond
Dat kan je niet kopen is geschreven door Donald Scloszkie, Léon Paul Palmen en Dennis Foekens en geproduceerd door Palm Trees. Het is een nummer uit het door Donnie bedachte genre kibbelingsound, een kruising tussen hiphop en volkspop. In het lied zingen en rappen de artiesten over dingen die je niet kan kopen in de winkel, zoals liefde, vriendschap en bijzondere glazen. Het lied kwam voort uit een ontspansessie van Donnie en Froger. Donnie had het nummer al geschreven en vroeg tijdens deze sessie of Froger het lied wilde inzingen. Froger vertelde dat hij het niet niet kon doen nadat hij het lied voor het eerst had gehoord. 
Het is niet de eerste keer dat de twee met elkaar samenwerken. Eerder deden zij dit al op Bon gepakt. Op het album De kibbelingsound staat ook nog het lied Jerrycan van de twee.

## Hitnoteringen
De artiesten hadden weinig succes met het lied in de Nederlandse hitlijsten. Er was geen notering in de Single Top 100 en ook de Top 40 werd niet bereikt. Bij laatstgenoemde was er wel de 24e positie in de Tipparade.